# Forteresse aldobrandesque (Arcidosso)
La Forteresse aldobrandesque (en italien : Rocca Aldobrandesca), est un édifice fortifié situé dans le système défensif du centre historique de Arcidosso, (province de Grosseto), en Toscane,.

## Histoire
La construction de l'édifice a probablement commencé vers l'an 860 juste avant le plein Moyen Âge, par la famille Aldobrandeschi sur des constructions préexistantes de l'époque lombarde ; il passa ensuite dans le comté de Santa Fiora à la suite de la répartition des biens entre les deux branches de la famille. Des études archéologiques récentes ont établi que, lorsque les Aldobrandeschi ont décidé de construire la tour principale vers 1100, la forteresse possédait déjà un palais en pierre à deux étages très probablement construit par le marquis Hugues de Toscane entre 970 et 995. C'est le plus ancien bâtiment du gouvernement de l'État extra-urbain d'Italie et l'un des plus anciens d'Europe. Les Aldobrandeschi transforment et agrandissent le château en surélevant le palais de deux étages, en construisant ses tours et les deux murs crénelés, également dotés de tours. Les dernières interventions médiévales ont été réalisées par la république de Sienne après 1332.
En fait, au cours du XIVe siècle, les Siennois ont tenté à plusieurs reprises de conquérir le lieu, ce qui s'est produit en 1331 par le siège effectué par Guidoriccio da Fogliano ; depuis lors, Arcidosso et son château sont devenus une partie de la république de Sienne. 
En 1980, dans le Palazzo Pubblico de Sienne, une fresque est mise au jour qui représenterait la conquête de Giuncarico (Guidoriccio da Fogliano all'assedio di Montemassi).
Dans la seconde moitié du XVIe siècle, à la suite de la chute définitive de Sienne, le lieu fut incorporé au grand-duché de Toscane. Depuis le début des années 2000, il est de plus en plus dévolu à des fins civiles et institutionnelles.

## Description
Le château est constitué d'un imposant corps de logis à deux corps de logis (dont un plus bas), caractérisé, dans son ensemble, par une section quadrangulaire qui repose, par moments, sur d'imposantes assises escarpées ; les murs extérieurs sont recouverts de filaretto (it).
Le côté Nord de l'ensemble fortifié est caractérisé par la présence d'une tour principale qui s'élève au-dessus du toit de l'édifice le plus haut et dont le sommet est couronné par une série d'arcatures reposant sur des encorbellements, qui forment la base des créneaux supérieurs.
Une section du premier mur relie le château à l'ancien Palazzo della Cancelleria, où, avant sa construction en 1700, se trouvait une tour qui reliait les murs près du château avec la Porta di Castello.

## Galerie

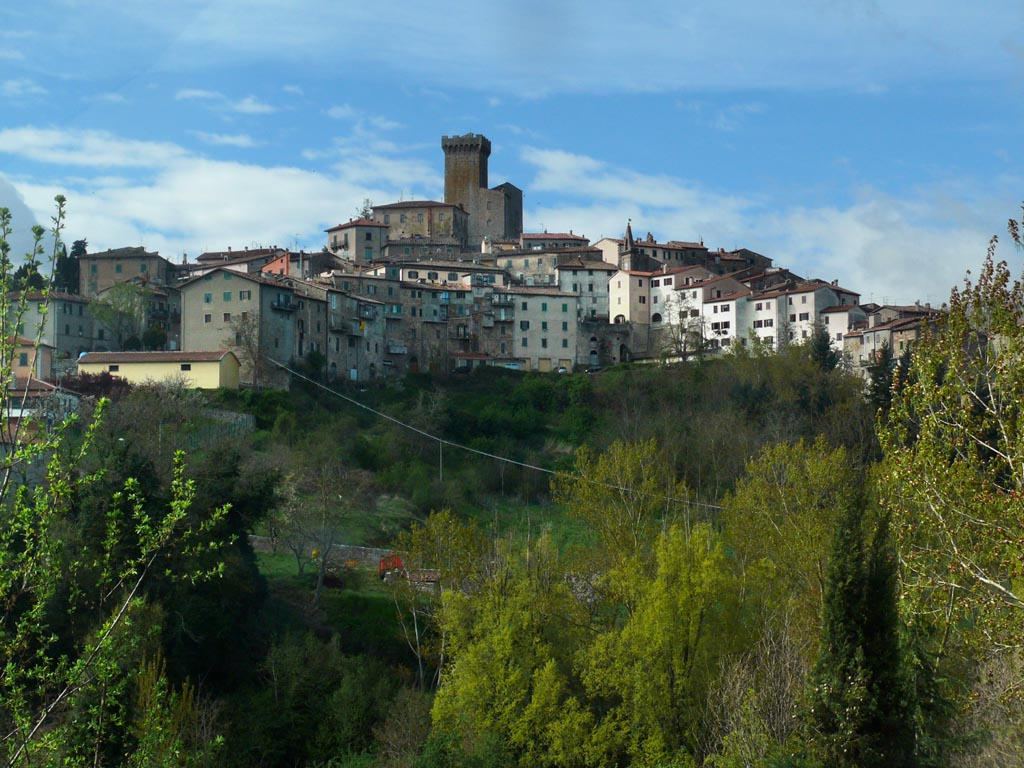
Arcidosso.
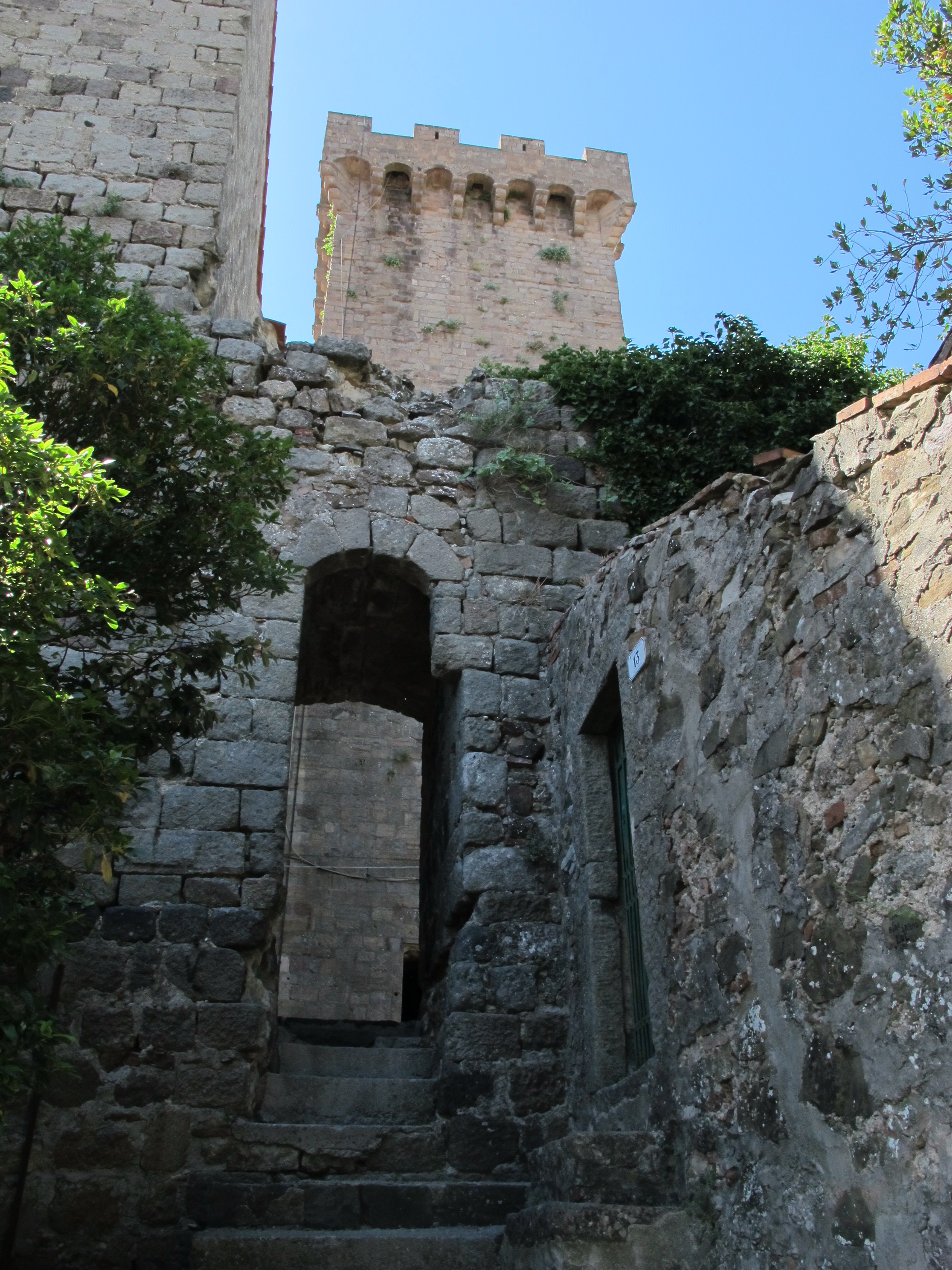
Rempart.
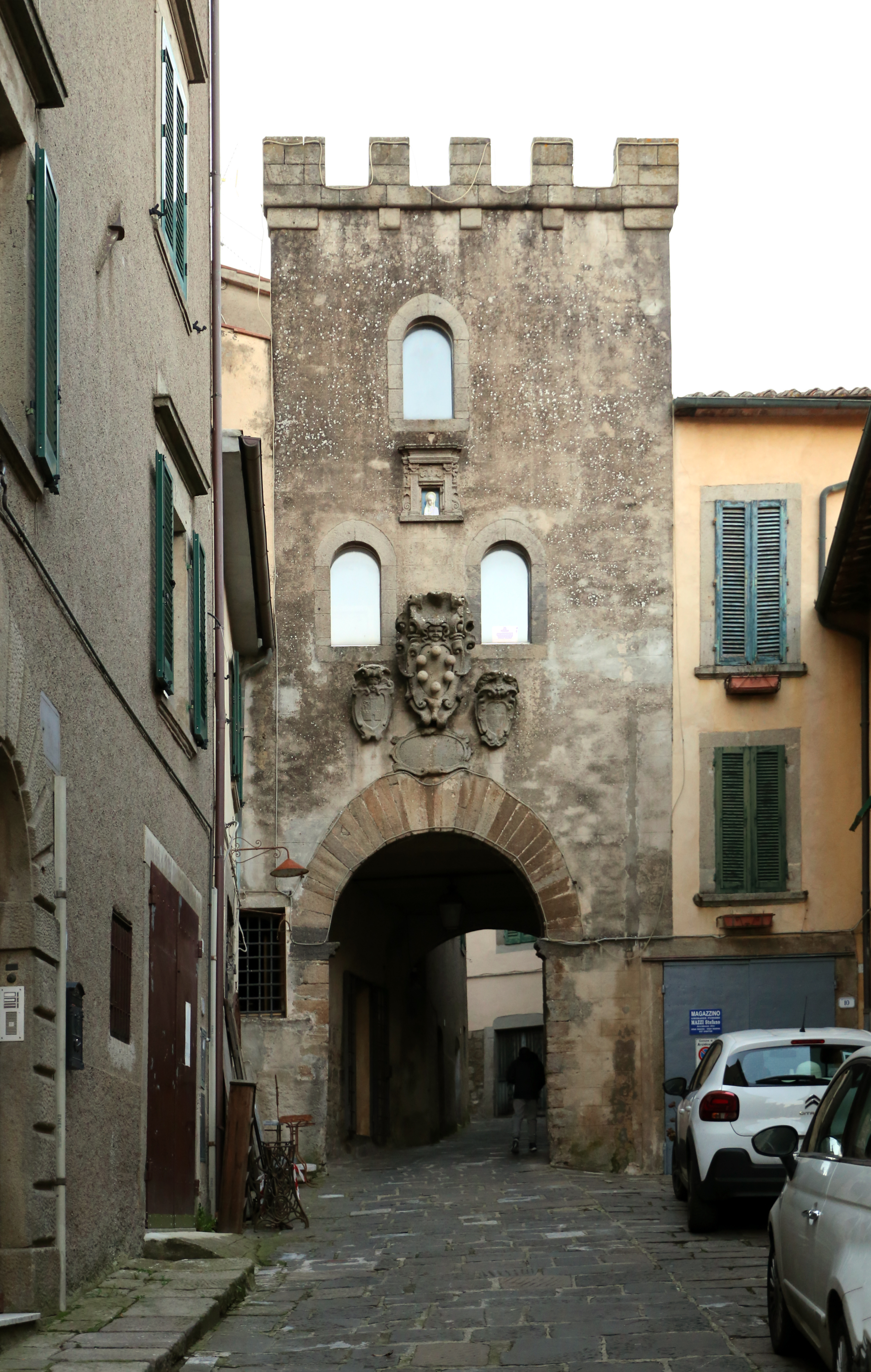
Porta di Castillo.
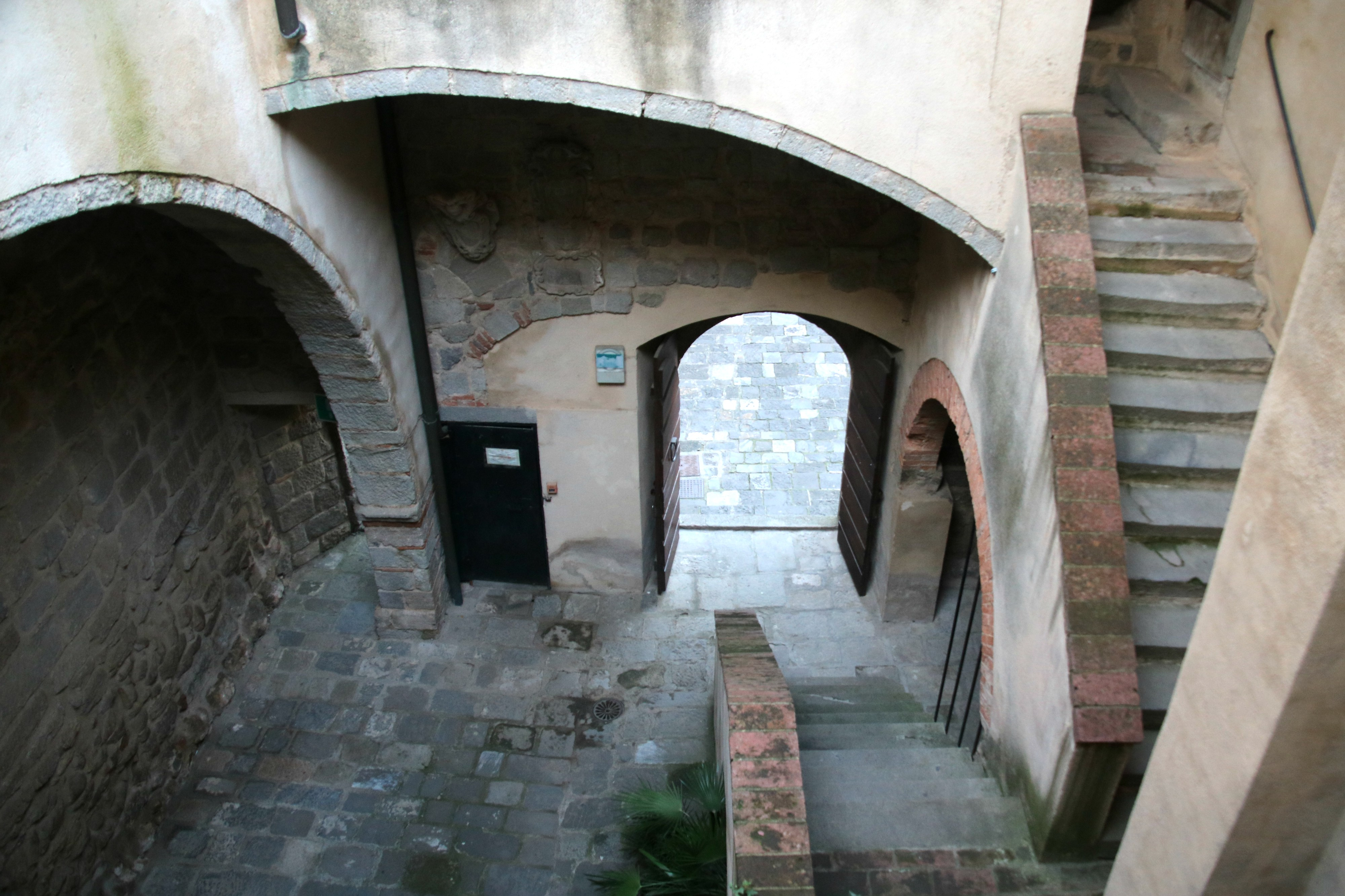
Cour intérieure.
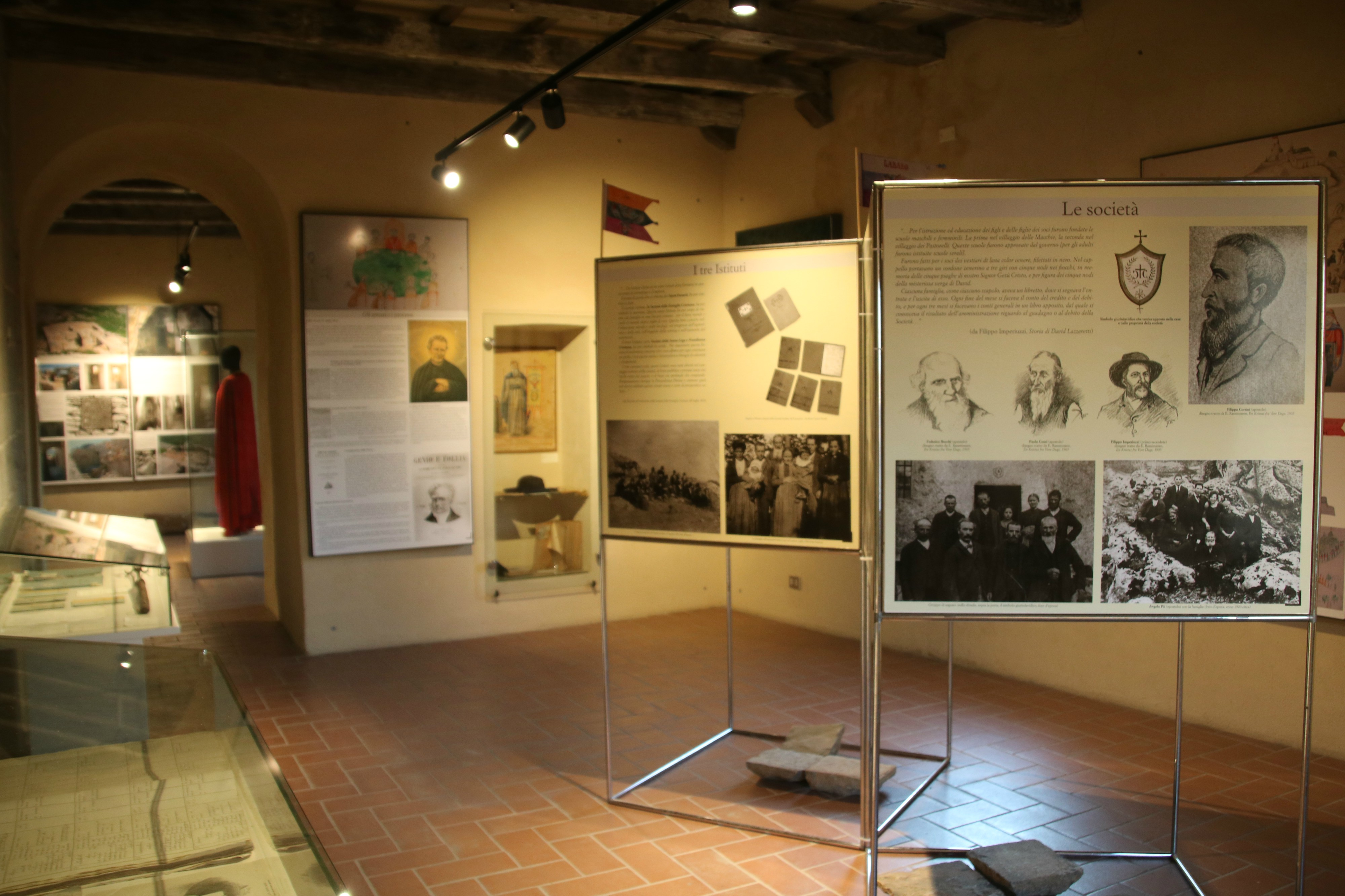
Exposition à l'intérieur.